# Cơ quan Dịch vụ Tài chính
Cơ quan Dịch vụ Tài chính (金融庁 (Kim dung sảnh) Kin'yū-chō, FSA) là một cơ quan thuộc Chính phủ Nhật Bản và một cơ quan quản lý tài chính tích hợp chịu trách nhiệm giám sát ngân hàng, chứng khoán và trao đổi, và bảo hiểm để đảm bảo sự ổn định của hệ thống tài chính của Nhật Bản. Cơ quan này hoạt động với một Ủy viên và báo cáo với Bộ trưởng Bộ Dịch vụ Tài chính. Nó giám sát Ủy ban Giám sát Giao dịch Chứng khoán và Ủy ban Kiểm toán và Kế toán công chứng được chứng nhận.
Trụ sở đặt tại Tokyo.